# Мгле
Мгле (біл. вёска Мглё) — село в складі Смолевицького району Мінської області, Білорусь. Село підпорядковане Усяжській сільській раді, розташоване в центральній частині області.
Рішенням Мінської обласної ради депутатів від 30 жовтня 2009 року, щодо змін адміністративно-територіального устрою Мінської області, село Мгле, уже колишньої Юр'ївської сільської ради, передане до Усяжської сільської ради.